# Theunis Heeg
Theunis Heeg (Weststellingwerf, 1 november 1904 - Veendam, 8 november 1992) was een Nederlandse leraar lichamelijke opvoeding en NSB-burgemeester.

## Biografie
Heeg was een zoon van Lieuwe Heeg en Rinske de Jong. Hij was gehuwd met Johanna Catherina Mulder, dochter van de monteur Hendrik Nomdo Mulder en Augustina Esselink uit Hengelo (Ov.).
Heeg was aanvankelijk leraar lichamelijke opvoeding aan de Rijks HBS in Ter Apel. In deze periode was hij leider van de gymnastiek- en atletiekvereniging Emmen en Omstreken in Emmen en schreef hij het boek Lichaamstraining voor voetballers.
Rond 26 november 1942 werd Heeg door Generalkommissar Friedrich Wimmer benoemd tot burgemeester van Nieuwe Pekela, maar pas op 23 januari 1943 werd hij als zodanig geïnstalleerd. Hij bleef dit tot de bevrijding in 1945.
Naar aanleiding van een eind april 1943 door het verzet te Nieuwe Pekela opgevangen radiobericht, inhoudende dat alle militairen die op 10 mei 1940 in actieve dienst waren, zich moesten melden voor krijgsgevangenschap, ontstond een golf van verontwaardiging. In samenwerking met het verzet te Oude Pekela werd een protestbulletin geschreven en 's nachts huis aan huis verspreid. Een dag later werd besloten over te gaan tot een staking waarbij degenen, die hiertoe niet bereid waren, werden gedwongen het werk neer te leggen. In de daarop volgende dagen vormden zich eveneens optochten tegen de uitgevaardigde maatregel. Ook het gemeentepersoneel van Nieuwe Pekela werd gedwongen het werk neer te leggen. Vervolgens werd de burgemeesterskamer bestormd. Burgemeester Heeg werd naar buiten gesleept waarna hij, nadat hem een portret van Mussert om de nek was gehangen, in het Pekelderdiep werd gegooid. Op bevel van en onder grote hilariteit van de menigte werd Heeg gedwongen zijn NSB-insigne af te doen en deze in het water te werpen. Nadat hij door hetzelfde publiek weer uit het water was gehaald, werd Heeg onder begeleiding van enige honderden mensen vervolgens naar huis gebracht.